# Îles Solís
Pour les articles homonymes, voir Solis.
Les îles Solís sont des îles situées dans le Río de la Plata, à quelque 6 km au sud-ouest de l’île Martín García, à proximité de l’île Oyarvide et des îles Lucía, toutes sous la souveraineté de la république d’Argentine.
De formation récente, les îles sont le produit de la sédimentation du Río de la Plata. Ces sédiments proviennent principalement du fleuve Paraná et, dans une mesure moindre, du fleuve Uruguay. La charge alluvionnaire est de quelque 79 800 000 tonnes annuelles, dont 10 % environ sont attribuables à la charge de fond, composée de sable et de limon, et 90 % environ à des matières en suspension, constituées d’argile.